# Университет Кюсю
Университет Кюсю (яп. 九州大学 Кю:сю: Дайгаку, сокращённо — 九大 Кю:дай) — крупнейший университет на острове Кюсю, расположен в городе Фукуока.
Согласно рейтингу QS World University Rankings на 2010 год, университет Кюсю находится на 153 месте в мире и на 17 месте в Азии.
Здесь обучается 2089 иностранных студентов (по состоянию на 2016 год). На 2008 год там обучалось 1029 иностранцев, что делало университет Кюсю третьим по числу иностранных студентов в Японии (после токийского и осакского).

## История
Был основан в 1903 году как фукуокский медицинский колледж, а затем объединён с киотским императорским университетом. Императорский университет Кюсю был основан как самостоятельный в 1911 году. В 1947 императорский университет Кюсю переименован просто в университет Кюсю.
В октябре 2003 года был объединён с институтом дизайна в единое заведение, институт дизайна при этом стал кампусом Охаси.
В 2004 году согласно новому закону стал национальным университетом Японии.

## Известные выпускники
- Ваката, Коити — астронавт и инженер-проектировщик.
- Дзими, Сёдзабуро — политик, член Палаты советников Японии.
- Окада, Такэхико — философ-конфуцианец.
- Симао, Тосио — писатель сюрреалистического направления.
- Тагути, Гэнъити — инженер, разработавший статистическую методологию управления качеством.
- Хасимото, Хакару — врач и учёный, впервые описавший аутоиммунный тиреоидит.